# 銀星石
銀星石 (wavellite) はリン酸塩鉱物のひとつであり、主に燐灰石が変化してできる二次鉱物である。放射状集合や球状集合になっているものが多く、断面は劈開面から放射状の光沢を放つのが特徴。
イギリスのデヴォンで医師のウィリアム・ワーベル（William Wavell (1750年 - 1829年) ）により発見され、1805年にワーベルを称えてウィリアム・バビントンにより命名された。和名は当時一般的だったボヘミア産の標本が無色だったことから命名された。
市場に多く出回っている標本はアメリカ合衆国アーカンソー州産のもので、銀星石という名前とは裏腹に緑色のものがほとんどである。日本では、高知県などでリンに富んだチャートの割れ目に無色放射状集合のものが産する。
銀星石の水酸基の一つがフッ素に置き換わったものが報告されており、フッ素銀星石（Fluorwavellite, Al3(PO4)2(OH)2F・5H2O）として2015年に承認されている。ただし、外見及び物理的にも銀星石との区別は困難である。